# Křížový odkaz
Křížový odkaz (zkratka Xref, anglicky Cross-reference) je dokument nebo jeho část, vnořená do jiného nebo jiných dokumentů. Vytvořit křížový odkaz nebo křížovou referenci znamená vytvořit takové spojení. Změna zdrojového dokumentu se pak promítá do všech zobrazení v dokumentech do kterých byl vložen.
Princip je podobný jako inline link (hotlinking) v HTML dokumentech, použitý pro vkládání obrázků. Obdobně lze propojit (vnořit) jakýkoliv jiný typ dokumentu (obrázek, text, výkres, zvuk,…)
Xrefy jsou velmi často využívány v CAD aplikacích, ale také v CMS (např. DITA)